# 브리티시 인베이전

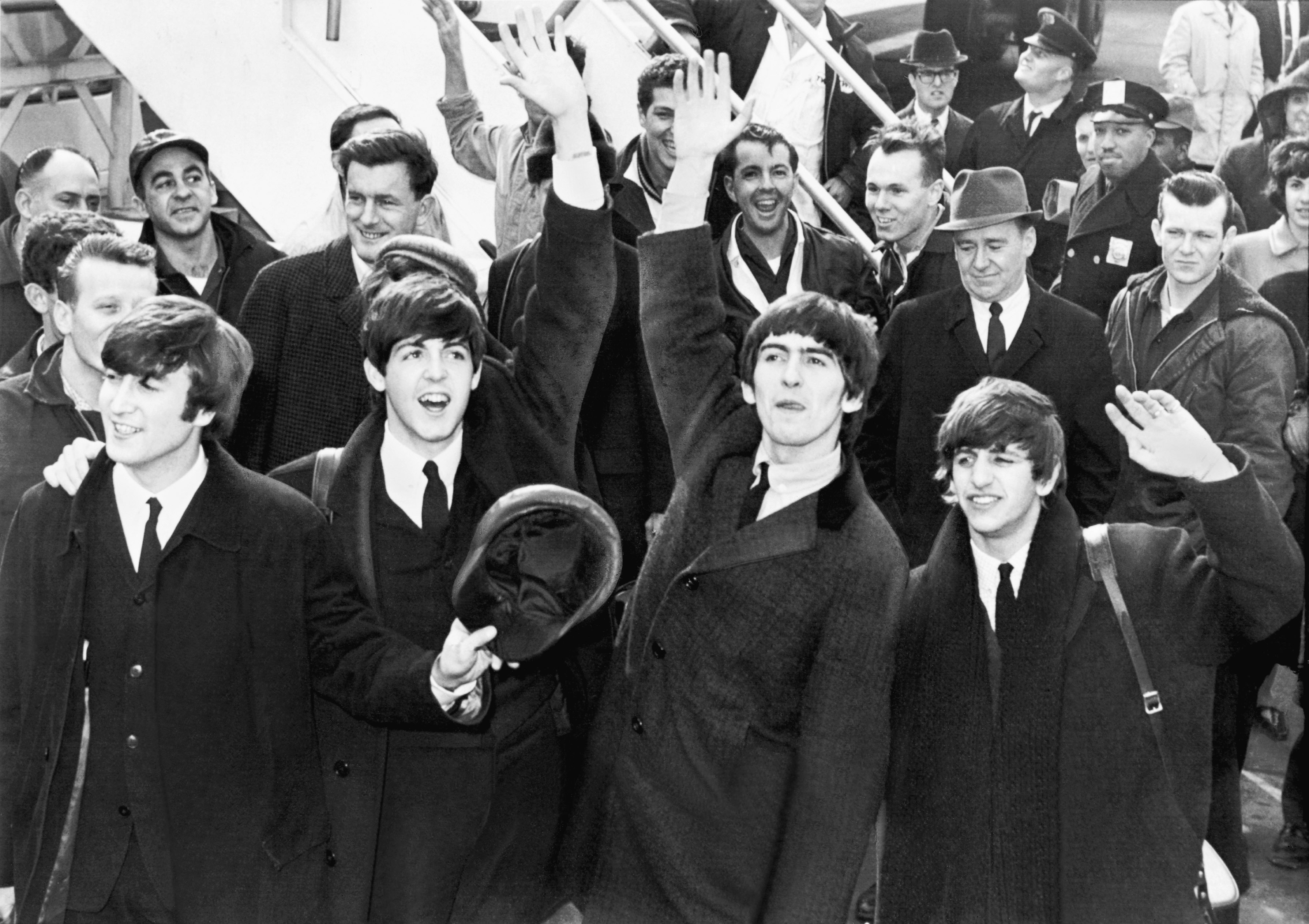
1964년 비틀즈가 미국에 도착하면서 브리티시 인베이전이 시작되었다.

브리티시 인베이전(British Invasion)은 1960년대 중반의 문화 현상이다. 영국의 록·팝 음악 그룹과 기타 영국 문화가 미국에서 유명해지고 또한 대서양 양편에서 '반문화'로서 크게 부상한 것을 일컫는다. 비틀즈의 대성공을 필두로, 이어서 롤링 스톤스, 좀비스, 킹크스, 스몰 페이시스, 데이브 클라크 파이브, 허먼스 허미츠, 홀리스, 애니멀스, 게리 앤드 더 페이스메이커스, 서처스, 야드버즈, 더 후, 뎀 등의 밴드와 더스티 스프링필드, 실라 블랙, 페툴라 클라크, 톰 존스, 도노반 등의 음악인이 이 영국의 침공의 최전선에 차고 앉았었다.

## 배경
1950년대 후반 영국의 젊은이들 사이에서 미국의 로큰롤과 블루스의 반항적 분위기와 이미지가 인기를 얻기 시작했다. 미국의 로큰롤을 베껴 상업적으로 이용해먹으려던 시도는 대개 물거품으로 돌아갔지만, 트래드 재즈에 영향받은 스키플 열풍과 DIY 유행이 로니 도네건의 미국 톱 10 2회 진입이라는 성과로 돌아왔다. 신생 영국 그룹들은 영국의 곳곳에서 영국과 미국의 스타일을 조합해보기 시작했으며, 대표적인 것으로 리버풀에서 발생한 머지비트 또는 '비트 붐' 운동이 있다.
미국의 음악인들이 영국에서 인기를 얻는 한편 미국에서 인기를 얻은 영국 음악인은 소수에 불과했다. 당시 영국에서 제일 잘나가던 음악인 클리프 리처드만 해도 미국에서는 1959년 〈Living Doll〉을 톱 40에 진입시켰을 따름이다. 도네건과 더불어 이러한 경향에 반하여 미국에서 1위 히트를 기록한 예로는 달성한 베라 린의 〈Auf Wiederseh'n, Sweetheart〉, 로리 런던의 〈He's Got the Whole World in His Hands〉, 1962년의 기악곡인 애커 빌크의 〈Stranger on the Shore〉, 더 토네이도스의 〈Telstar〉가 있다. 헤일리 밀스가 부른 1961년 영화 《더 페런트 트랩》의 수록곡 〈Let's Get Together〉는 톱 10의 히트를 기록했다. 아울러 1962년 핫 100에서 케니 볼의 〈Midnight in Moscow〉는 2위를 기록했으며, 프랭크 아이필드의 〈I Remember You〉가 톱 5에 들었으며 더 스프링필즈의 〈Silver Threads and Golden Needles〉가 톱 50에 진입되었다.
일부 논평가들에 의하면 미국의 청소년들이 점차 페이비언같은 대중음악 가수에 지겨움을 느끼기 시작한 것 역시 한 요인이라 한다. 모드와 로커라는 두 개의 젊은이들의 갱이 또한 브리티시 임베이전의 음악에 큰 영향을 미쳤다. 모드의 미학을 따른 밴드가 더 성공했으나 양자를 두루 갖춘 밴드(예: 비틀즈) 역시 성공하였다.

## 같이 보기
- 친영
- 쿨 브리타니아